# Biasca
Biasca (im lombardischen Ortsdialekt [ˈbjaʃka], italienisch früher Abiasca, deutsch historisch Abläntsch, Ablentsch, Ablentschen oder Abläsch) ist eine politische Gemeinde und ein Dorf im Schweizer Kanton Tessin. Die Gemeinde gehört zum Bezirk Riviera und zu dessen Kreis Riviera.

## Geographie
Biasca liegt auf 305 Metern über Meer am Eingang zum Bleniotal, 19 km nördlich von Bellinzona, am östlichen Ufer der Flüsse Brenno und Ticino, die sich hier vereinen und nach Süden abfliessen. Die urbane Siedlungszone erstreckt sich über vier Kilometer hauptsächlich von Norden nach Süden und ist dicht und grösstenteils freistehend überbaut.
Im Norden schliesst eine Zone mit zahlreichen Einfamilienhäusern ans historische Zentrum an. Sie dehnt sich bis auf den Bergsturzkegel der Buzza di Biasca (siehe: Geschichte) aus. Nördlich davon befinden sich Sportplätze, ein Kieswerk und eine befestigte und entwässerte Aufschüttung von Gestein aus dem Bau des Gotthard-Basistunnels der SBB. In dieser Zone liegt, durch eine Brücke verbunden, die zugehörige Siedlung Loderio. Der 2172 m hohe Matro teilt hier optisch die Leventina vom Valle di Blenio. Biasca grenzt im Norden an die zur Gemeinde Serravalle gehörenden Ortschaften Semione und Malvaglia sowie im Nordwesten an die Gemeinde Pollegio. Zwischen Biasca und Malvaglia befindet sich eine unter Naturschutz stehende Auenlandschaft, die Leggiuna.
Nach Osten steigt das Gelände sofort steil an und wird vom 2329 m hohen Pizzo Magn überragt, dessen Kette zum 2956 m hohen Torent Alto aufsteigt. Auf einer Terrasse zwischen den beiden Gipfeln liegt auf 2089 m der Bergsee Lago della Froda, der im Bach Ri della Froda abfliesst und die drei Wasserfälle der Cascata di Santa Petronilla, oberhalb dem Bahnhof Biasca, speist. In der östlichen Ausdehnung des Gemeindegebietes liegt das Val Pontirone mit den seit ca. 1950 nicht mehr ganzjährig bewohnten Kirchdörfern Pontironetto, Pontirone, Fontana, Mazzorign sowie zahlreichen kleineren Weilern, die grösstenteils dem Zerfall preisgegeben sind. Ein alter Saumweg führt über den 2118 m hohen Pass di Giümela ins Dorf Rossa im Calancatal im Kanton Graubünden.
Im Süden des historischen Ortskerns geht eine Wohn- und Einkaufszone mit zahlreichen Mehrfamilienhäusern in die Industriezone über, bis sich der Talboden entlang des Ticino, bei Boscone, verengt und die Autobahn A2 und die Kantonsstrasse fast den ganzen Talgrund für sich einnehmen. Die nächste Brücke über den Ticino befindet sich erst wieder zwischen den südlichen Nachbardörfern Osogna und Lodrino in der Gemeinde Riviera.
Nach Westen wird Biasca von den Flüssen Brenno und Ticino, vom Verlauf der Autobahn und dem Schienenstrang der SBB begrenzt. Entlang des Brenno wird Weinbau betrieben. Brücken verbinden Biasca mit Pollegio-Pasquerio und einer in Iragna in der Gemeinde Riviera liegenden Forst- und Landwirtschaftszone. Hier besitzt Biasca das Grundstück Moterell. Oberhalb des Nachbardorfs Iragna erhebt sich der 2282 Meter hohe Pizzo Ricuca. An seinen Flanken öffnen sich die Seitentäler Val d’Ambra im Norden und Val d’Iragna im Süden.

Luftbild von 1931 aus 1110 Metern Höhe von Walter Mittelholzer

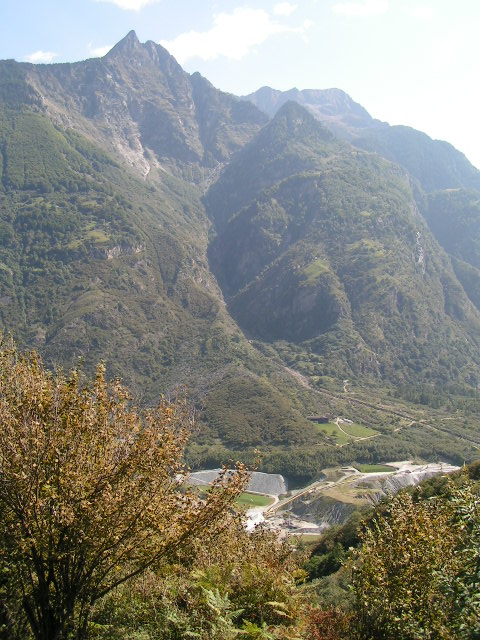
Buzza di Biasca (Bergsturz von Biasca)

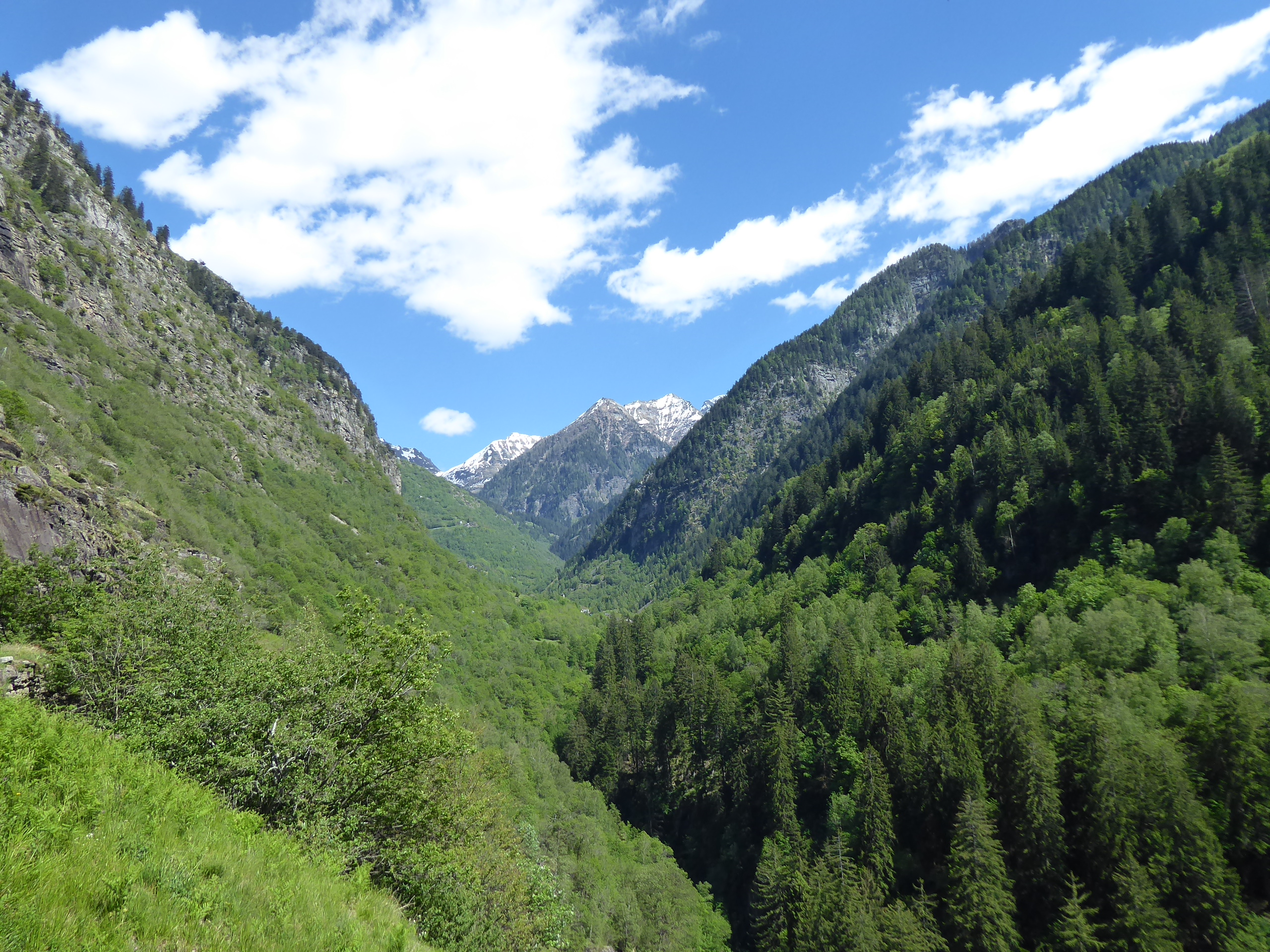
Das Valle Pontirone im Sommer

## Geschichte
Zur Zeit des Römischen Reichs hielten sich in Biasca Menschen auf, wie Münzfunde aus der Zeit von Aurelian bis Diokletian belegen. Die ersten erhaltenen schriftlichen Nennungen datieren aus den Jahren 1119 («de Vallibus et Abiasca») und 1120 («in loco et fundo Abiasca»). Die Kirche San Pietro e Paolo stammt aus dem 11. Jahrhundert. 1213 wurde sie erstmals als Pfarrkirche für das Bleniotal, die Leventina und das Tessintal genannt. Die für das Jahr 1468 belegte Kirche San Giacomo e Filippo fiel einer späteren Naturkatastrophe zum Opfer. Von 948 bis 1499 unter der – zuletzt nur noch nominellen – Herrschaft des Erzbistums Mailand wurde die eigentliche Verwaltung Biascas vermutlich schon im 12. Jahrhundert der Familie Orelli aus Locarno übertragen. Ihre Herrschaft dauerte bis um die Mitte des 14. Jahrhunderts, als Biasca ins Gebiet der Visconti eingegliedert wurde. Danach wurde der Ort zusammen mit dem Bleniotal der Bologneser Familie Pepoli als Lehen abgetreten. In kriegerischen Auseinandersetzungen zwischen den Urschweizer Kantonen, den Visconti und Verbündeten Francesco Sforzas gelang es Uri, 1495 die Kontrolle über Biasca zu erlangen, das 1500 in die Landvogtei Riviera, mit Sitz in Osogna, eingegliedert wurde. Es folgte eine rund 300 Jahre dauernde «Schutzherrschaft» der Stände Uri, Schwyz und Nidwalden, die bis zum Ende des Ancien Régime im Jahr 1798 aufrechterhalten wurde.
Am 30. September 1512 (oder 1513, die Daten sind unter Historikern umstritten) kam es, vermutlich in Folge eines Erdbebens, zu einem verheerenden Abbruch des Monte Crenone (heute Pizzo Magn) in das Val Pontirone. Nach der zeitgenössischen Chronik des Johannes Stumpf waren 600 Tote zu beklagen und 400 Häuser zerstört. Der durch über 60 m hohe Schuttmassen gestaute Brenno bildete danach einen fast 5 km langen und mehr als 1200 m breiten See mit einer Wassermenge von 200 Millionen m3, der weite Teile der Dörfer Malvaglia und Semione überflutete. Der nach dem als Buzza di Biasca bekannten Ereignis entstandene Damm brach 1514 oder 1515. Die Wasserflut verwüstete das Tessintal bis zur Magadinoebene und dem Lago Maggiore. Der Schaden an der Infrastruktur wirkte sich über Jahrhunderte aus. Leonardo da Vinci rezipierte das Ereignis 1515 in der Zeichnung Diluvio – die Sintflut (heute in der Royal Library). 1629 starben in Biasca 140 Menschen an der Pest. Auch Hunger und schwere Hochwasser suchten den Ort regelmässig heim.
Im Rahmen der die gesamte Schweiz betreffenden Umwälzungen nach der Französischen Revolution gelangte Biasca in der Helvetischen Republik kurzzeitig unter die Verwaltung des Kantons Bellinzona und gehört heute zum 1803 neu gegründeten Kanton Tessin. Jahrhundertelang wurde Biasca, wie die umliegenden Dörfer, von der Auswanderung geprägt. Bis um 1870 bestand der Ort nur aus einem Siedlungskern am Fuss der Kirche, dem heutigen Vecchio Borgo. 1831 hatte Biasca mit rund 1900 Einwohnern keine Schule, und nur 12 Väter finanzierten gemeinsam einen Hauslehrer für ihre Kinder, in der Regel für die Söhne. Auch wenn sich dies mit dem Kulturkampf und dem aufstrebenden Liberalismus ändern sollte, blieben die Dörfer des Val Pontirone bis 1850 ohne Schule. Kinderarbeit war alltäglich. Entsprechend unterschrieben von den 57 Hochzeitspaaren, die sich zwischen 1856 und 1860 in Biasca das Jawort gaben, 40 Frauen und 18 Männer den Ehevertrag mit einem Kreuz.
1874 nahm die Bahnverbindung Locarno–Biasca den Betrieb auf, 1882 wurde die Bahnverbindung durch den Gotthard eröffnet. 1911 wurde der Pferdekutschendienst ins Bleniotal durch die Biasca-Acquarossa-Bahn ersetzt. Die Werkstätten dieses Unternehmens, ebenso wie zahlreiche Steinbrüche der Umgebung, die Seidenraupenzucht und die Betriebe der Gotthardbahn am Bahnhof Biasca gaben hunderten Arbeitern Verdienst. Im Val Pontirone, am heute geschmolzenen Gletscher des 2956 m hohen Torent Alto, wurde im Auftrag der 1897 gegründeten Società Anonima per l’Esportazione di Ghiaccio Naturale «La Cristallina» Eis gebrochen und exportiert. Das Eis wurde mit Seilbahnen vom Gletscher bei Büiòn auf zwischen 2000 und 2200 Metern über Meer, via die Waldlichtung Bòva (1330 m), ins Dorf Pontirone (867 m) und von dort weiter hinab ins Tal transportiert. 1905 ersetzte ein unterirdischer Kanal den 987 Meter langen Aquädukt von 1835. In Biasca befand sich von 1906 bis 1921 der wichtigste Rangierbahnhof der SBB im Tessin, der später nach Bellinzona verlegt wurde. Damals setzte eine starke Zuwanderung aus dem Tessin und Italien ein. Zwischen 1915 und 1961 gab es 109 Einbürgerungen von Familien und Einzelpersonen aus Italien. Gleichzeitig entvölkerte sich das Val Pontirone, wo die Schule 1926 geschlossen wurde. Dies führte zur Überbauung der bis dahin landwirtschaftlich genutzten Talebene.
In Biasca entstand ein atheistisch und antiklerikal ausgerichtetes Arbeitermilieu, das sich in sozialistischen, anarchistischen und gewerkschaftlichen Organisationen einbrachte. Den katastrophalen Arbeitsbedingungen in den Steinbrüchen folgte die Gründung der ersten Gewerkschaft im Tessin. Ihre Zeitung Lo scalpellino (dt.: «Der Steinmetz») erreichte eine grosse Zahl von Lesern. Der wenige Monate nach seiner Amtseinsetzung verunglückte Enrico Corti (1881–1920) wurde 1920 zum ersten sozialistischen (SP) Bürgermeister Biascas gewählt. Bis 1952 wurde Biasca links regiert. Drei kommunistische Freiwillige aus Biasca beteiligten sich, auf Seiten der Zweiten Spanischen Republik, am Kampf gegen rechte und faschistische Putschisten im Spanischen Bürgerkrieg, woran eine 1983 eingeweihte Gedenktafel in der Via al Torchio heute erinnert. Damit stand Biasca in einem Gegensatz zu den eher den Liberalen zugeneigten Gemeinden der Tre Valli. Infrastrukturgelder des ebenfalls liberal oder zeitweise auch katholisch-konservativ dominierten Kantons Tessin flossen daher oft nur spärlich in die Entwicklung der örtlichen Infrastruktur. Noch 1980 hatte Biasca den höchsten Anteil an Konfessionslosen in allen Gemeinden der Schweiz. Als Machtdemonstration der katholischen Kirche wurde von 1891 bis 1905 die noch heute das Ortsbild dominierende neoromanische Kirche San Carlo Borromeo nach Plänen des Mailänder Architekten Carlo Macciacchini erbaut.
Biasca bildet nach wie vor eine eigenständige Bürgergemeinde.

## Bevölkerung
Einwohnerzahlen: Volkszählungsdaten
Es werden hauptsächlich Schweizer Italienisch und der zum Lombardischen gehörige Tessiner Dialekt gesprochen. Die Bevölkerung ist überwiegend römisch-katholisch nach ambrosianischem Ritus.
Es gibt eine kleine evangelisch-reformierte Holzkirche bei der ehemaligen Bahnarbeitersiedlung am Bahnhof. Das 1885 auf Initiative des waldensischen Pfarrers Paolo Calvino gebaute Gotteshaus war die erste protestantische Kirche im Kanton Tessin. Sie gehört heute zur Comunità evangelica riformata di Bellinzona e dintorni.

## Wirtschaft
Im Jahr 2018 zählt der Primäre Sektor (Energiegewinnung, Steinbrüche, Land- und Forstwirtschaft) 35 Betriebe, was 6,6 % der ortsansässigen Unternehmen entspricht. 94 Betriebe (17,7 %) gehören zum Sekundären Sektor (Industrie und Gewerbe). 402 Betriebe (75,7 %) zum Tertiären Sektor (Handel und Dienstleistungen). Die insgesamt 531 örtlichen Betriebe beschäftigen 3077 Personen, davon sind 58,3 % Männer und 41,7 % Frauen. Mit einem Anteil von 80,8 % überwiegen Unternehmen mit nicht mehr als 4 Mitarbeitern.
Die Landwirtschaft hat mit der Ausweitung der Siedlungsfläche und der Verkehrsüberbauung an Bedeutung verloren und sich weitgehend in die Seitentäler zurückgezogen. Mehrere Bauern haben auf Kleinviehhaltung umgestellt. Im Val Pontirone oberhalb von Biasca gibt es daher die meisten Ziegen (960, Stand 2017) in allen Gemeinden der Schweiz. Im Gemeindegebiet liegt auch das grösste Kraftwerk der Blenio Kraftwerke. Mehrere Gneis-Steinbrüche, deren Erzeugnisse im Volksmund als Granit bezeichnet werden, bieten weitere Arbeitsplätze. Die Ansiedlung von Industriebetrieben wird kantonal gefördert, und einige Technologie- und Pharmaunternehmen sind heute in Biasca tätig. Direkt an die Industriezone schliesst sich das Gelände der kantonalen Berufsschule an. Biasca verfügt als Dienstleistungszentrum der Region Tre Valli über Filialen verschiedener schweizweit tätiger Dienstleistungs- und Detailhandelsunternehmen. Im bescheidenen Umfang generieren auch vier Übernachtungsbetriebe Arbeitsplätze. Mit dem Bau der NEAT entstand die «Betriebszentrale SBB Region Süd» im benachbarten Pollegio.

## Verkehr
Der Bahnhof Biasca war eine wichtige Bahnstation an der Gotthard-Linie. Heute halten nur noch Regionalzüge in Biasca.

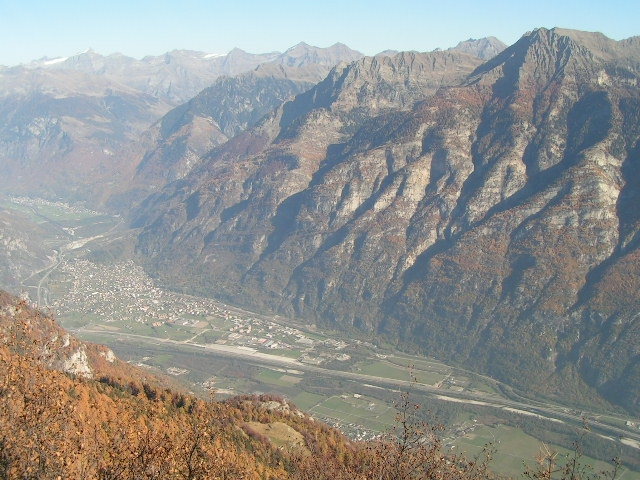
Blick auf Biasca von Süd-Westen

Die Gotthard-Autobahn A2 führt bei der Ausfahrt 44 an Biasca vorbei.
Die Autolinee Bleniesi S.A. bedient von Biasca aus Busverbindungen ins Bleniotal und in die Riviera.

## Sehenswürdigkeiten
Die Ortsbilder von Biasca und der zugehörigen Fraktion Pontirone sind im Inventar der schützenswerten Ortsbilder der Schweiz (ISOS) als schützenswerte Ortsbilder der Schweiz von nationaler Bedeutung eingestuft.
Biasca
- Stiftskirche San Pietro e Paolo, erstmals Anfang 12. Jahrhundert erwähnt, restauriert 1955–1967 unter der Leitung von Alberto Camenzind[29]
- Patrizierhaus Casa Cavalier Pellanda von 1586[29]
- Pfarrhaus[29]
- Pfarrkirche San Carlo Borromeo von 1897[29]
- Oratorium Santa Petronilla von 1632[29]
- Denkmal für Ambrogio Bertoni von 1899, Büste von Luigi Vassalli
- Wasserkanäle des Acquedotto storico di Santa Petronilla[30]
- Infanteriemuseum Forte Mondascia[29]
- alte Steinbrücke über den Brenno[29]

Fontana
- Oratorium San Rocco[29]

Loderio
- Oratorium Natività di Maria[29]
- Naturschutzgebiet Leggiuna[31]

Mazzorign
- Oratorium Madonna della Neve[29]

Pontironetto (Sant’Anna)
- Oratorium Sant’Anna[29]

Pontirone
- Kirche San Giovanni Battista; das Dorf wurde als Pontrono im 14. Jahrhundert erwähnt[29]

Solgone
- Oratorium San Luigi Gonzaga[29]

## Bilder

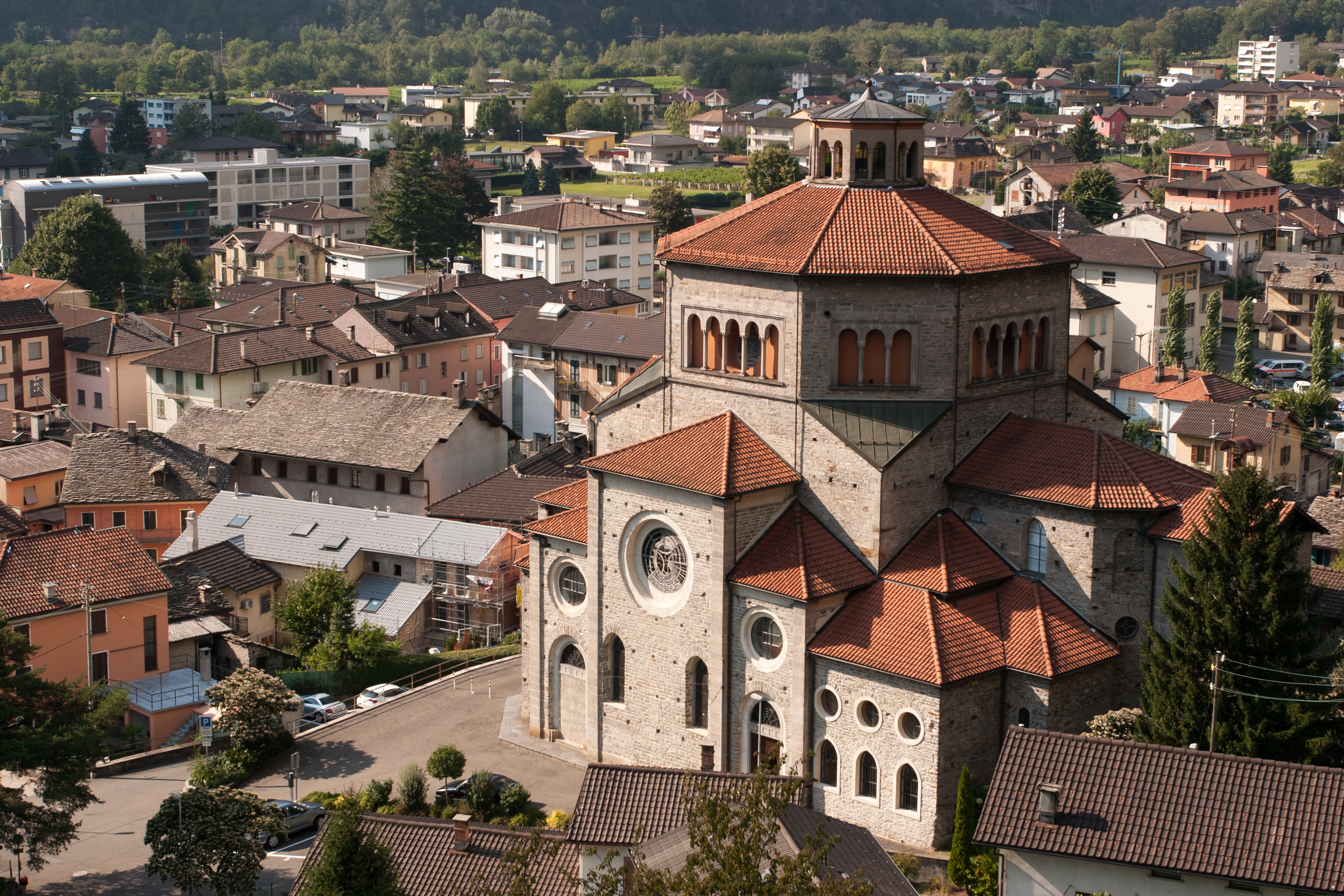
Pfarrkirche San Carlo Borromeo
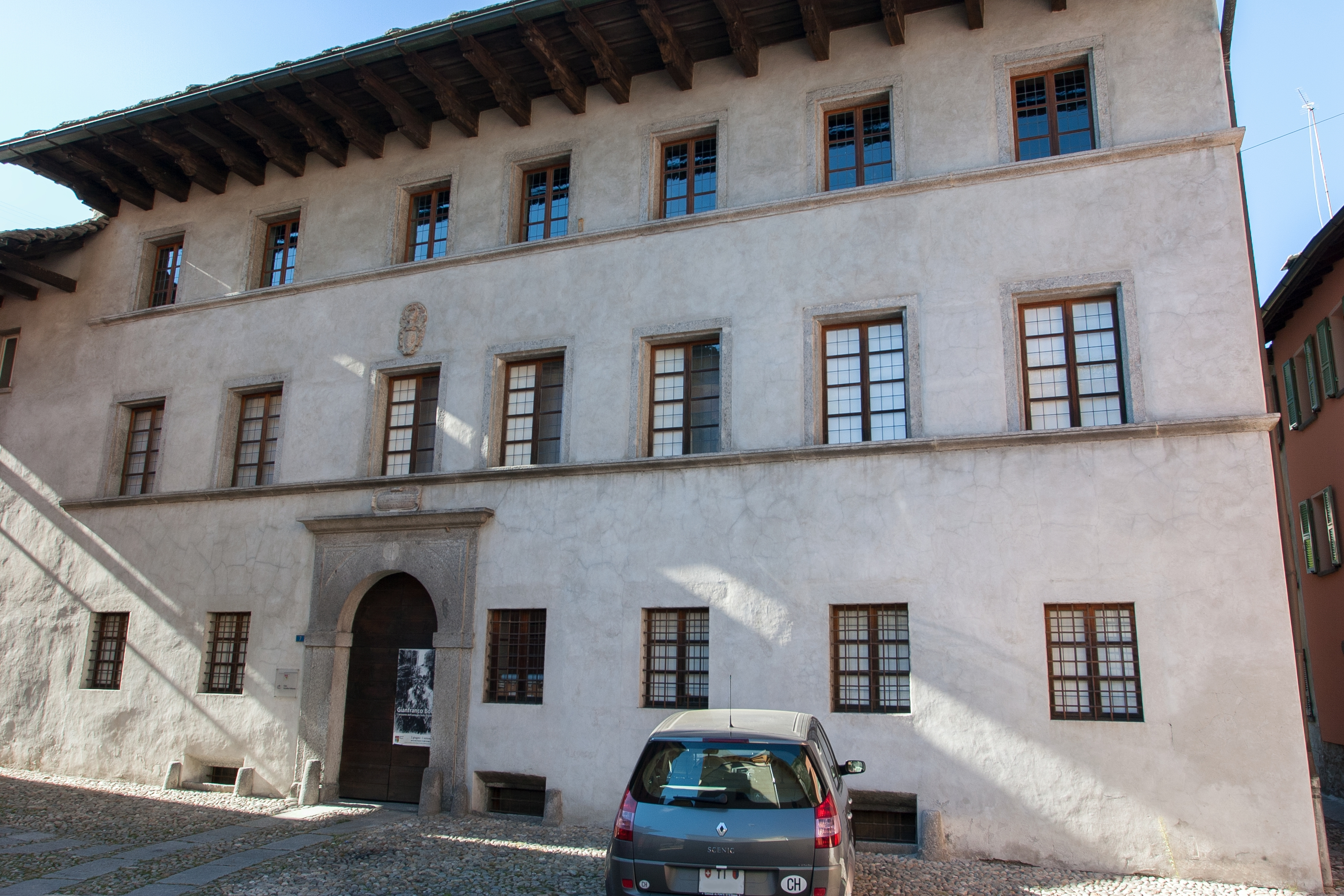
Casa Cavalier Pellanda
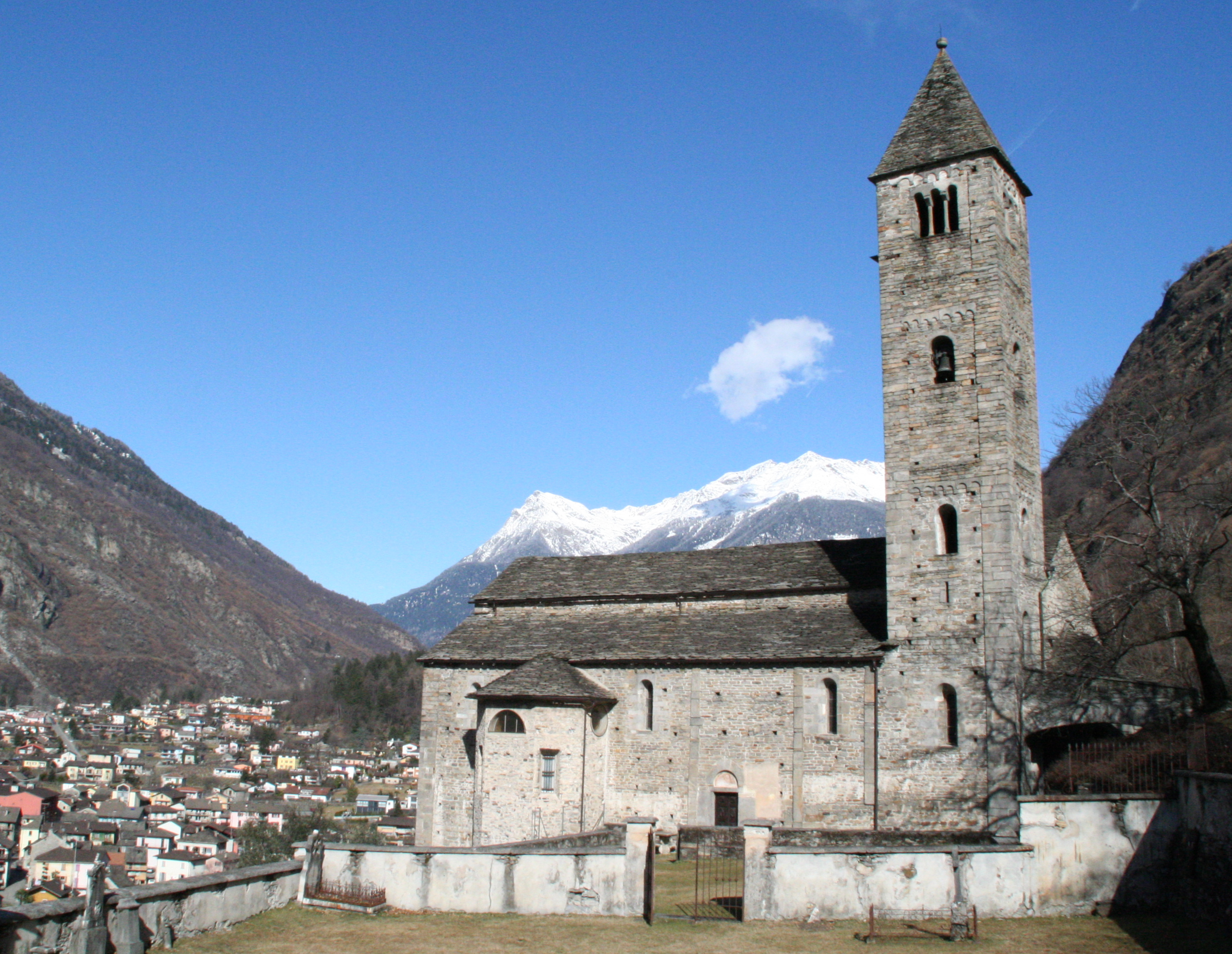
Kirche Santi Pietro und Paolo
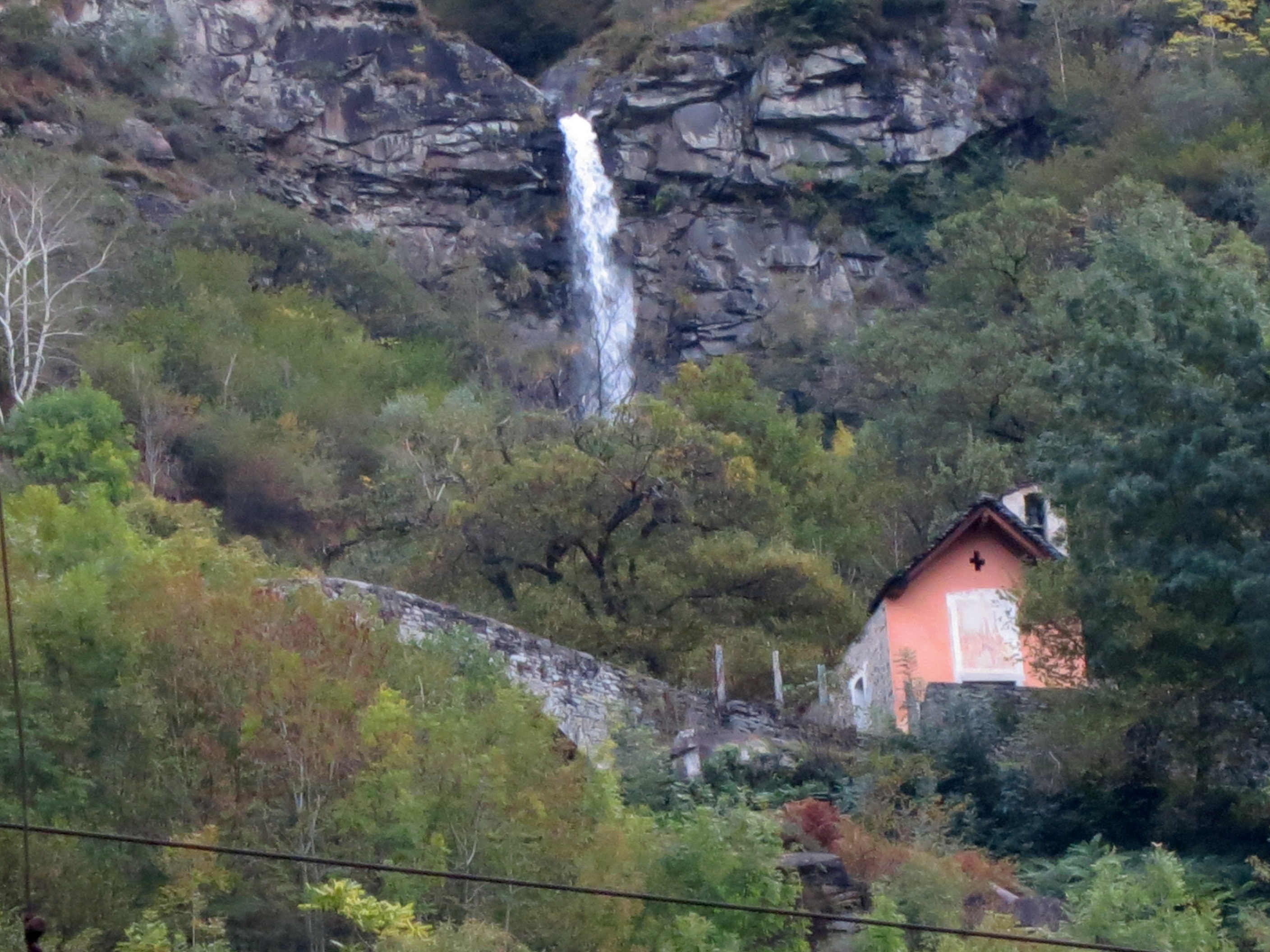
Oratorium Santa Petronilla
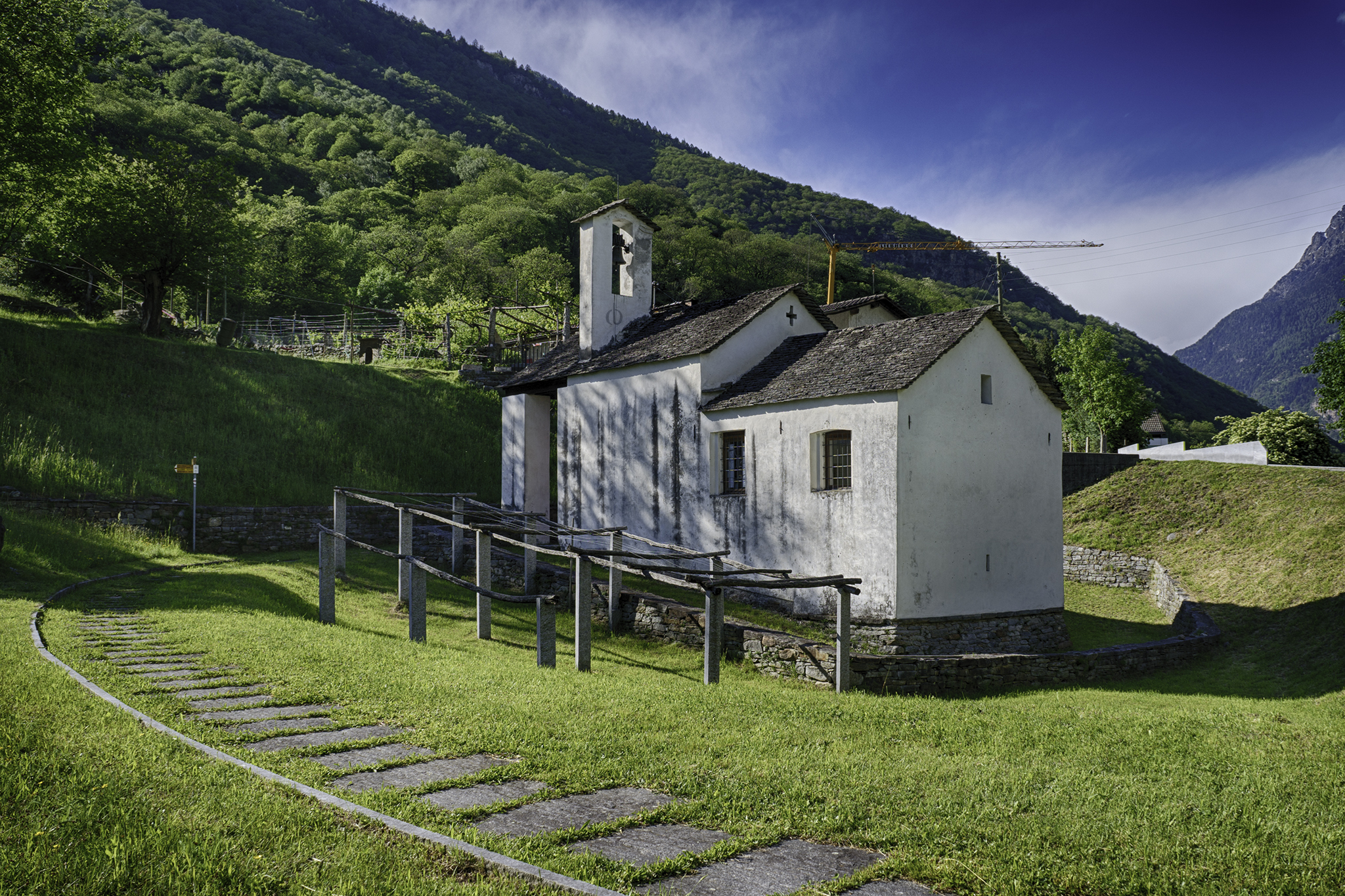
Oratorium Natività di Maria in Loderio
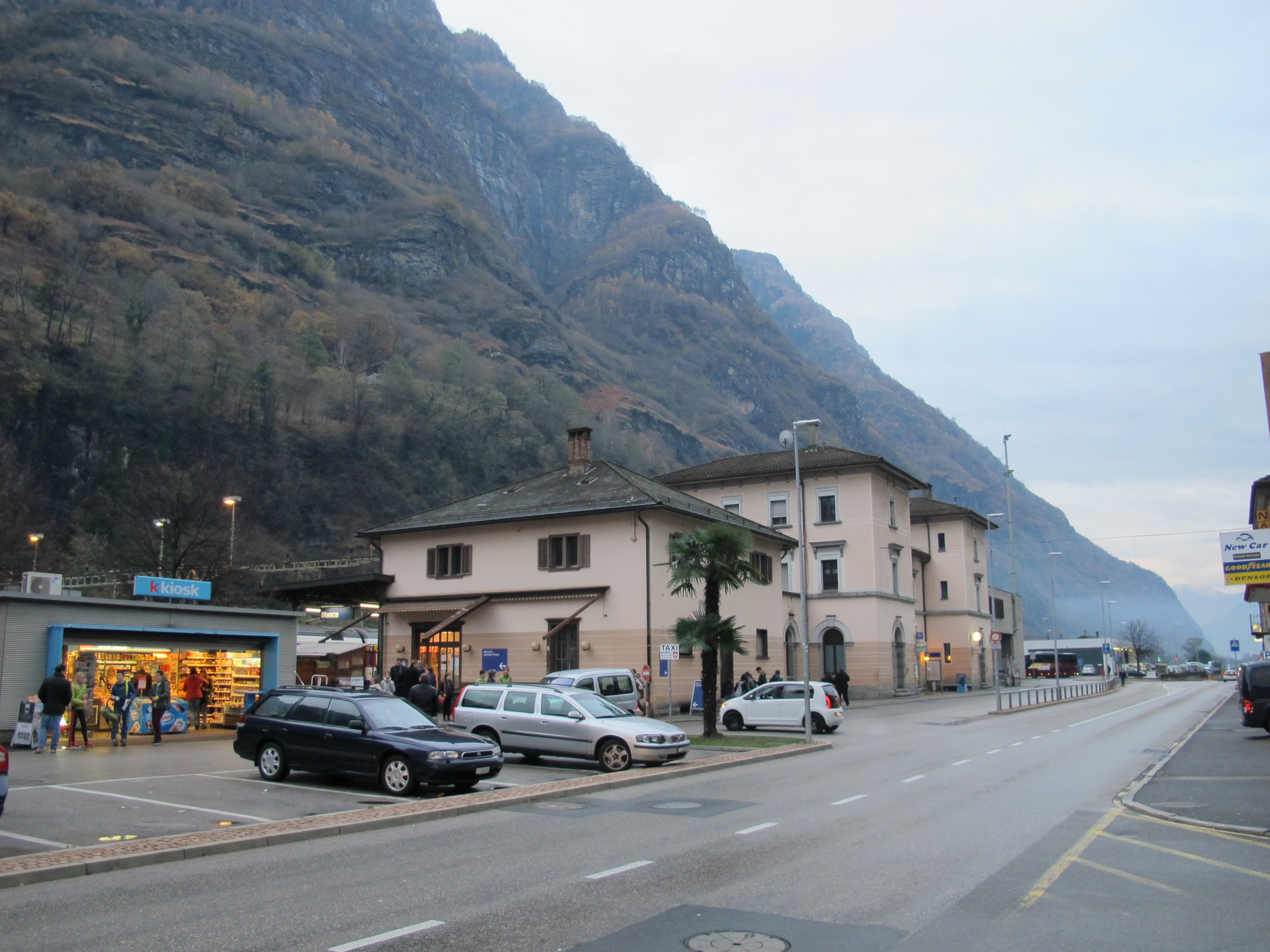
Bahnhof von Biasca
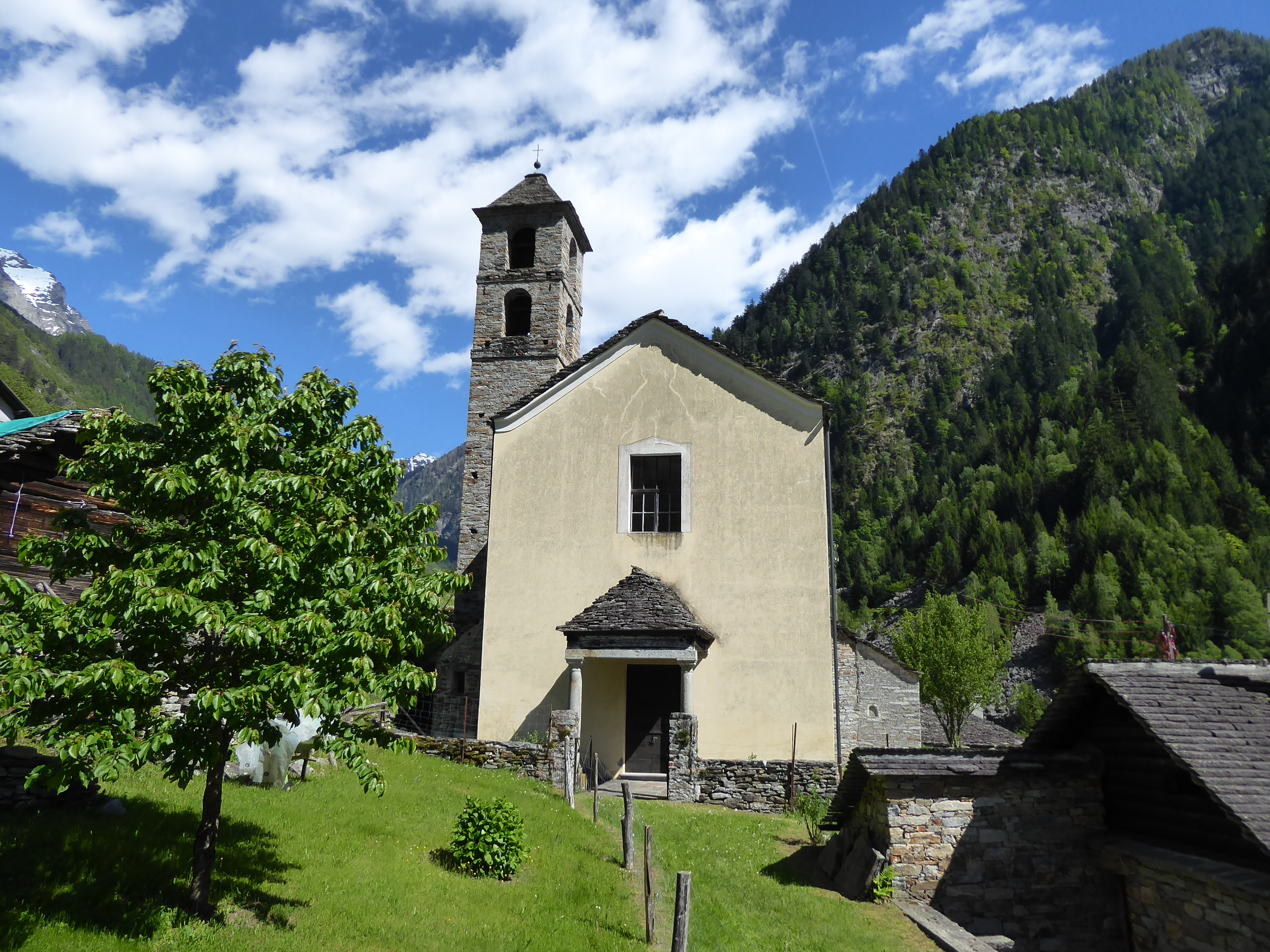
Kirche San Giovanni Battista von Pontirone
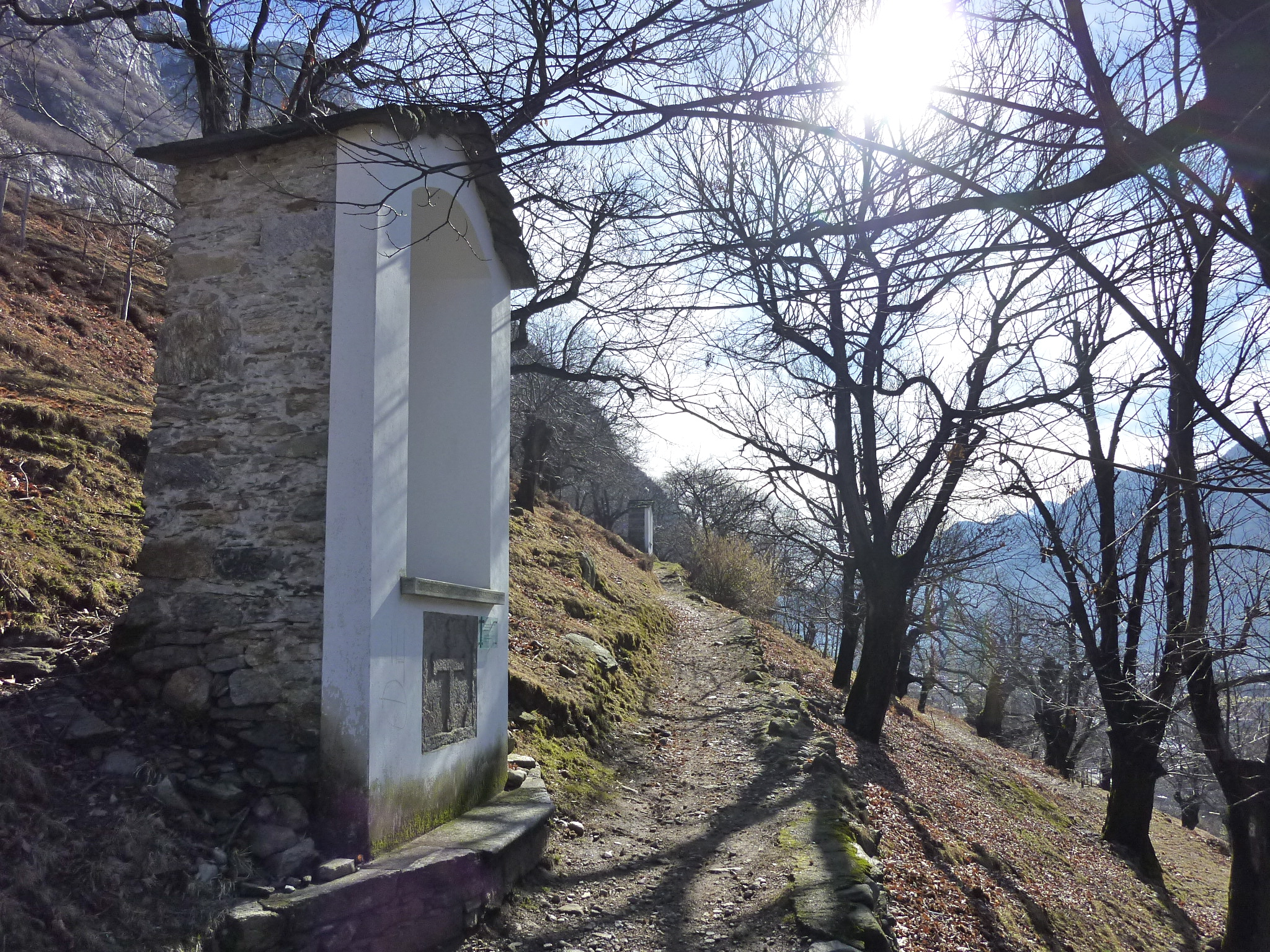
Kreuzweg oberhalb Biasca

## Politik
Die Legislative von Biasca ist der Consiglio Comunale (Gemeinderat), bestehend aus 35 Mitgliedern. Die Zusammensetzung nach den Wahlen vom 14. April 2024: 12 Partito Liberale Radicale (FDP), 11 Il Centro (Die Mitte), 6 Insieme a Sinistra (rot-grüne Bürgerliste), 6 Lega/UDC (SVP).
Die Exekutive wird gebildet durch den siebenköpfigen Municipio. Nach den Wahlen vom 14. April 2024 setzt er sich wie folgt zusammen: 3 FDP, 2 Die Mitte, 1 Insieme a Sinistra, 1 Lega. Ihm steht der Sindaco (Gemeindepräsident) vor, Loris Galbusera (FDP).
Das Patriziato di Biasca verwaltet das Gemeindeland mit Wald und Alpweiden. Von den rund 5000 Hektaren sind 2850 bewaldet. 1672 Personen waren im Jahr 2018 im Consiglio Patriziale stimmberechtigt.

## Vereinigungen
- Comitato Pro Restauri San Pietro di Biasca[34]

## Sport
Der erfolgreichste Sportclub der Gemeinde ist der 1985 gegründete Rollhockeyverein Roller Club Biasca, der 2019 Schweizer Meister wurde und seine Heimspiele seit 2024 im Stadion Pararoller Raiffeisen austrägt.
Zwischen 1992 und 2023 spielte der Eishockeyverein HCB Ticino Rockets in der Eisbahn von Biasca, ab 2016 in der Swiss League. Seit dem Umzug nach Bellinzona firmiert der Verein unter dem Namen GDT Bellinzona Snakes.
Der Fussballverein GC Biaschesi spielte zwischen 2002 und 2009 in der 1. Liga. Derzeit ist er in der tiefsten Schweizer Spielklasse, der 5. Liga, aktiv.
Ebenfalls in Biasca beheimatet ist der Futsalverein US Azzurri.